# Csömödér
Csömödér is een plaats (község) en gemeente in het Hongaarse comitaat Zala. Csömödér telt 667 inwoners (2001).